# Melitta Sperling
Melitta Sperling (geboren als Melitta Wojnilower am 15. Oktober 1899 in Śniatyn, Galizien, Österreich-Ungarn; gestorben 28. Dezember 1973 in New York City) war eine austroamerikanische Ärztin und Psychoanalytikerin.

## Leben
Melitta Wojnilower war eine Tochter des Hersch Leib Wojnilower und der Rachel Biermann. Sie besuchte bis 1918 das Gymnasium Josef-Gall-Gasse in Wien und studierte dann an der Wiener Universität Medizin. Nach ihrer Promotion 1924 spezialisierte sie sich auf Kinderheilkunde und später Psychiatrie und arbeitete am Allgemeinen Krankenhaus der Stadt Wien (AKH) und am Kinderkrankenhaus in Bad Hall und ab 1929 als Kinderärztin in Wien. 1929 heiratete sie den Wiener Arzt und Psychoanalytiker Otto Sperling (1899–2002), sie hatten zwei Kinder, den kognitiven Psychologen George Sperling (geboren 1934) und die Künstlerin Eva Cockcroft (geboren 1936). Ihre Lehranalyse bei Anna Freud fand beim Anschluss Österreichs 1938 ein jähes Ende, als die Familie in die USA emigrieren musste.
In New York City leitete sie von 1940 bis 1953 die von ihr eingerichtete kinderpsychiatrische Abteilung am Brooklyn Jewish Hospital. Ihre psychoanalytische Ausbildung setzte sie von 1939 bis 1942 am New Yorker Psychoanalytischen Institut fort. Sie wurde Mitglied, dann Lehranalytikerin und Supervisorin für Kinder und Erwachsene der New York Psychoanalytic Society (NYPS) und eröffnete eine psychoanalytische Privatpraxis in New York. Außerdem unterrichtete bei der Kings County Medical Society und lehrte von 1949 bis 1970 Psychiatrie am Downstate Medical Center der State University of New York (SUNY).
Sperling wurde vor allem als Pionierin auf dem Gebiet psychosomatischer Erkrankungen im Kindesalter bekannt. Sie führte die psychoanalytische Parallelbehandlung von Mutter und Kind ein.

## Schriften (Auswahl)

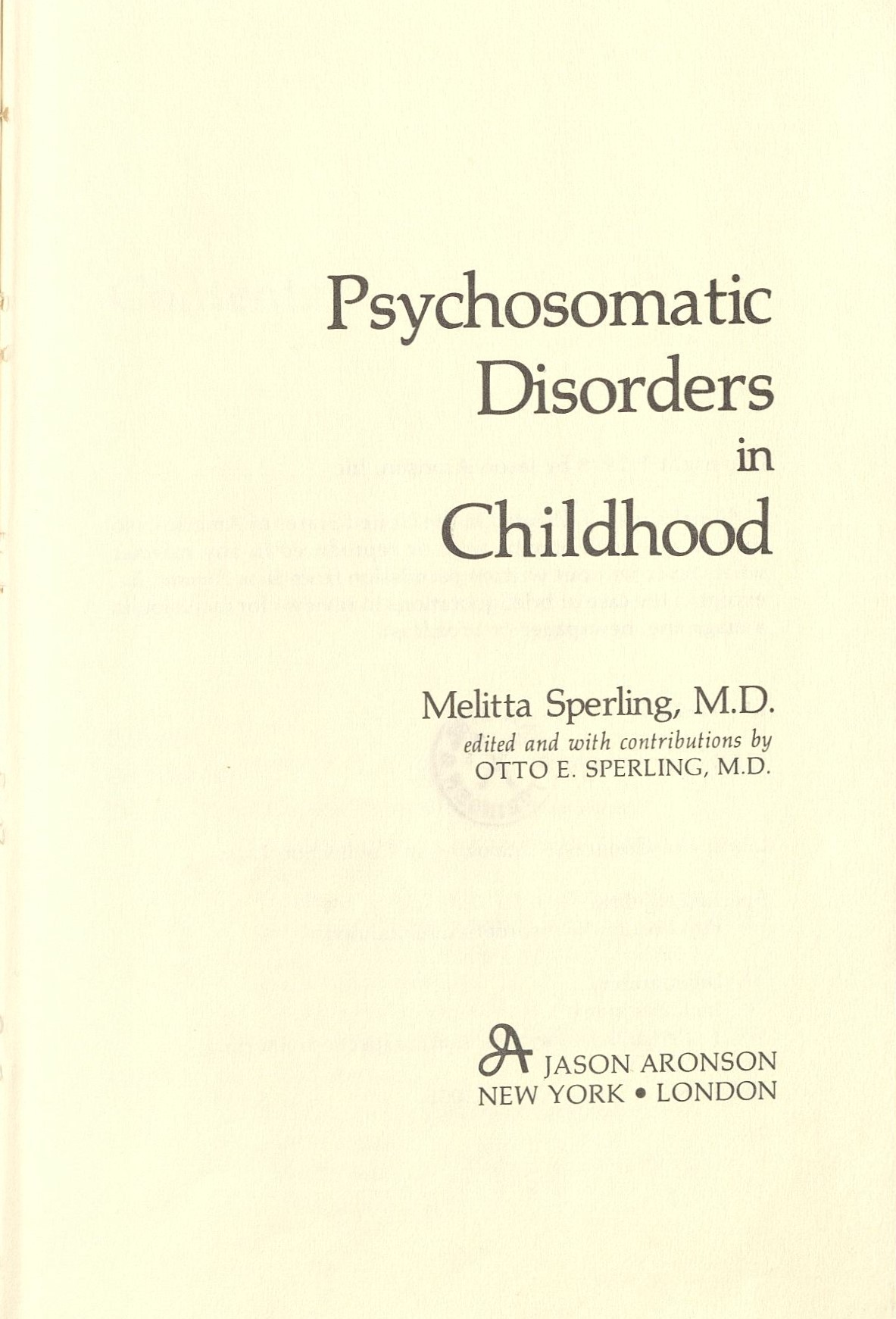
Psychosomatic Disorders in Childhood (1977) bei Jason Aronson

- The Major Neuroses and Character Disorders in Children. New York 1974
- Psychosomatic Disorders in Childhood. New York 1977
- Psychotherapeutische Aspekte der Colitis ulcerosa bei Kindern (1969). In: Gerd Biermann (Hrsg.): Handbuch der Kinderpsychotherapie. Frankfurt am Main, 1988, S. 428–443
- über 75 Zeitschriftenbeiträge